# Joan Bastardas i Parera
Joan Bastardas i Parera (Barcelona, 4 de febrer de 1919 - Barcelona, 31 de gener de 2009) fou un llatinista i romanista català, fill d'Albert Bastardas i Sampere.

## Biografia
Estudià a la Universitat de Barcelona on rebé el mestratge de Marià Bassols de Climent. Va llegir la tesi de doctorat l'any 1951, per la qual rebé el premi Antonio de Nebrija, i que fou publicada el 1953, amb un pròleg del professor suec Dag Norberg, de qui fou deixeble en la distància.
Professor ajudant, agregat (1967) i després catedràtic (1976) de la Universitat de Barcelona, va centrar els seus treballs en l'estudi del llatí medieval català i hispànic i també en l'estudi del català preliterari. Va ser cap de redacció (1960-1985) del Glossarium Mediae Latinitatis Cataloniae, projecte de diccionari del llatí medieval de fonts catalanes dut a terme per la Institució Milà i Fontanals del CSIC, amb la col·laboració de la Universitat de Barcelona i de l'IEC. El Glossarium forma part del projecte de Novum Glossarium Mediae Latintatis de l'Union Académique Internationale.
Fou membre del consell directiu de la Fundació Bernat Metge; també va col·laborar a l'Enciclopedia Lingüística Hispánica.
Des del 1972 fou membre de l'Institut d'Estudis Catalans, del qual fou vicepresident de 1983 a 1986 i director de les Oficines Lexicogràfiques (1990-1992), i de l'Acadèmia de Bones Lletres de Barcelona des de 1977. Fou guardonat amb la Creu de Sant Jordi el 1991, amb el premi Manuel Sanchis Guarner el 1996, amb el premi d'assaig de la Institució de les Lletres Catalanes el 1997 i amb la medalla de l'IEC també el 1997.

## Obres
- Particularidades sintácticas del latín medieval: Cartularios españoles de los siglos VIII al XII (1953). [Tesi doctoral. Premi Antonio de Nebrija]
- Usatges de Barcelona. El codi a mitjan segle XII (Barcelona: Fundació Noguera, 1984), com a curador de l'edició ISBN 8439830858
- La llengua catalana mil anys enrere (Barcelona: Curial, 1995) ISBN 9788472569041 [recull d'articles sobre el català preliterari]
- Diàlegs sobre la meravellosa història dels nostres mots (Barcelona: Edicions 62, 1997) ISBN 9788429740769
- Els "camins del mar" i altres estudis de llengua i literatura catalana (Barcelona: Publicacions de l'Abadia de Montserrat, 1998) ISBN 9788478269259
- Llegir i entendre. Estudis dispersos (Barcelona: Universitat de Barcelona, 2012) ISBN 9788447535729 [publicació pòstuma]